# Pleuromamma robusta
Pleuromamma robusta är en kräftdjursart som först beskrevs av F. Dahl 1893.  Pleuromamma robusta ingår i släktet Pleuromamma och familjen Metridinidae. Arten är reproducerande i Sverige. Inga underarter finns listade i Catalogue of Life.